# RK Zagreb
RK Zagreb ist ein Handballverein aus der kroatischen Hauptstadt Zagreb. Der Verein ist Rekordgewinner in Kroatien sowohl im Pokal als auch in der Meisterschaft. Auch hat er zweimal den Europapokal der Landesmeister gewonnen und stand viermal im Champions-League-Finale. Frühere Namen des Vereins sind Lotto Zagreb (1991–92), Badel 1862 Zagreb (1992–1995 und 1997–2001), Banka Croatia Zagreb (1996); RK Croatia Osiguranje Zagreb (2007–2014); von Ende 2014  bis 2022 wurde der Verein in Kroatien unter RK Prvo plinarsko društvo Zagreb (RK PPD Zagreb) geführt. PPD ist der Name des Hauptsponsors, eines Gasunternehmens aus Vukovar, Kroatien.

## Geschichte
Im Jahre 1922 wurde in Zagreb der Verein RK Zagreb gegründet.
Im Champions-League-Viertelfinale 1998 bei Pfadi Winterthur (das Hinspiel in Zagreb wurde mit 27:24 gewonnen) kam es am Schluss zu außergewöhnlichen Tumulten und zum Vorwurf der Bestechung. Die russischen Schiedsrichter und die Spieler mussten die Halle unter Polizeischutz verlassen. Der von Pfadi eingelegte Protest wurde – verbunden mit der Ankündigung von Verbesserungen und punktuellen Maßnahmen – mangels Beweisen in zweiter Instanz abgewiesen. RK Zagreb beschloss diese Champions-League-Saison mit dem 2. Platz hinter dem FC Barcelona.
Seit der kroatischen Unabhängigkeit 1991 gewann Zagreb in jeder Spielzeit, bis auf die wegen der Corona-Pandemie abgebrochenen Saison 2019/20, die Meisterschaft. Von 2007 bis 2022 blieb man in der heimischen Liga gar ungeschlagen. Erst der RK NEXE Našice konnte diese Serie am 26. März 2022 mit einem 30:29-Heimerfolg durchbrechen.

## Spielstätte
Bis 2009 trug der RK Zagreb seine Heimspiele im 6.000 Zuschauer fassenden Dom sportova aus. Anschließend zog er in die Arena Zagreb, die für die Handball-Weltmeisterschaft der Herren 2009 neu errichtet wurde und damit moderner und eine um ca. 9.000 Zuschauer höhere Kapazität hat.

## Erfolge
- Europapokalsieger der Landesmeister: 1992, 1993
  - Finale Champions League: 1995, 1997, 1998, 1999
- Europäischer Supercupsieger: 1993
- Jugoslawischer Meister im Feldhandball: 1948, 1949, 1954, 1956
- Jugoslawischer Meister im Hallenhandball: 1957, 1962, 1963, 1965, 1989, 1991
- Jugoslawischer Pokalsieger: 1962, 1991
- Kroatischer Meister: 1992 bis 2019, 2021 bis 2025
- Kroatischer Pokalsieger: 1992 bis 2000, 2003 bis 2019, 2021 bis 2025

## Bekannte ehemalige Spieler und Trainer
Da praktisch jeder kroatische Nationalspieler im Laufe seiner Karriere in Zagreb gespielt hat, soll diese Liste nur einen Ausschnitt der bekanntesten bieten.
- Ivano Balić
- Mirko Bašić
- Lino Červar
- Patrik Ćavar
- Timur Dibirow
- Irislav Dolenec
- Davor Dominiković
- Domagoj Duvnjak
- Mirza Džomba
- Jakov Gojun
- Slavko Goluža
- Boris Jarak
- Božidar Jović
- Rareș Jurcă
- Mario Kelentrić
- Luka Lovre Klarica
- Nenad Kljaić
- Marko Kopljar
- Blaženko Lacković
- Andrei Lawrow
- Kiril Lazarov
- Venio Losert
- Senjanin Maglajlija
- Valter Matošević
- Ivan Ninčević
- Ivica Obrvan
- Zlatko Saračević
- Irfan Smajlagić
- Zvonimir Srna
- Renato Sulić
- Gorazd Škof
- Vlado Šola
- Denis Špoljarić
- Goran Šprem
- Manuel Štrlek
- Igor Vori
- Vedran Zrnić